# Крутец (Воронежская область)
Крутец — хутор в Каменском районе Воронежской области России.
Входит в состав Волчанского сельского поселения

## География

### Улицы
- ул. Железнодорожная,
- ул. Захарченко,
- ул. Механизаторов,
- ул. Мира,
- ул. Пролетарская,
- пер. Советский.